# ツィタ (小惑星)
ツィタ (689 Zita) は、小惑星帯に位置する小惑星である。ウィーンでヨハン・パリサによって発見された。
オーストリア＝ハンガリー帝国最後の皇帝であるカール1世の王妃ツィタ・フォン・ブルボン＝パルマにちなんで命名された。